# カクヤス

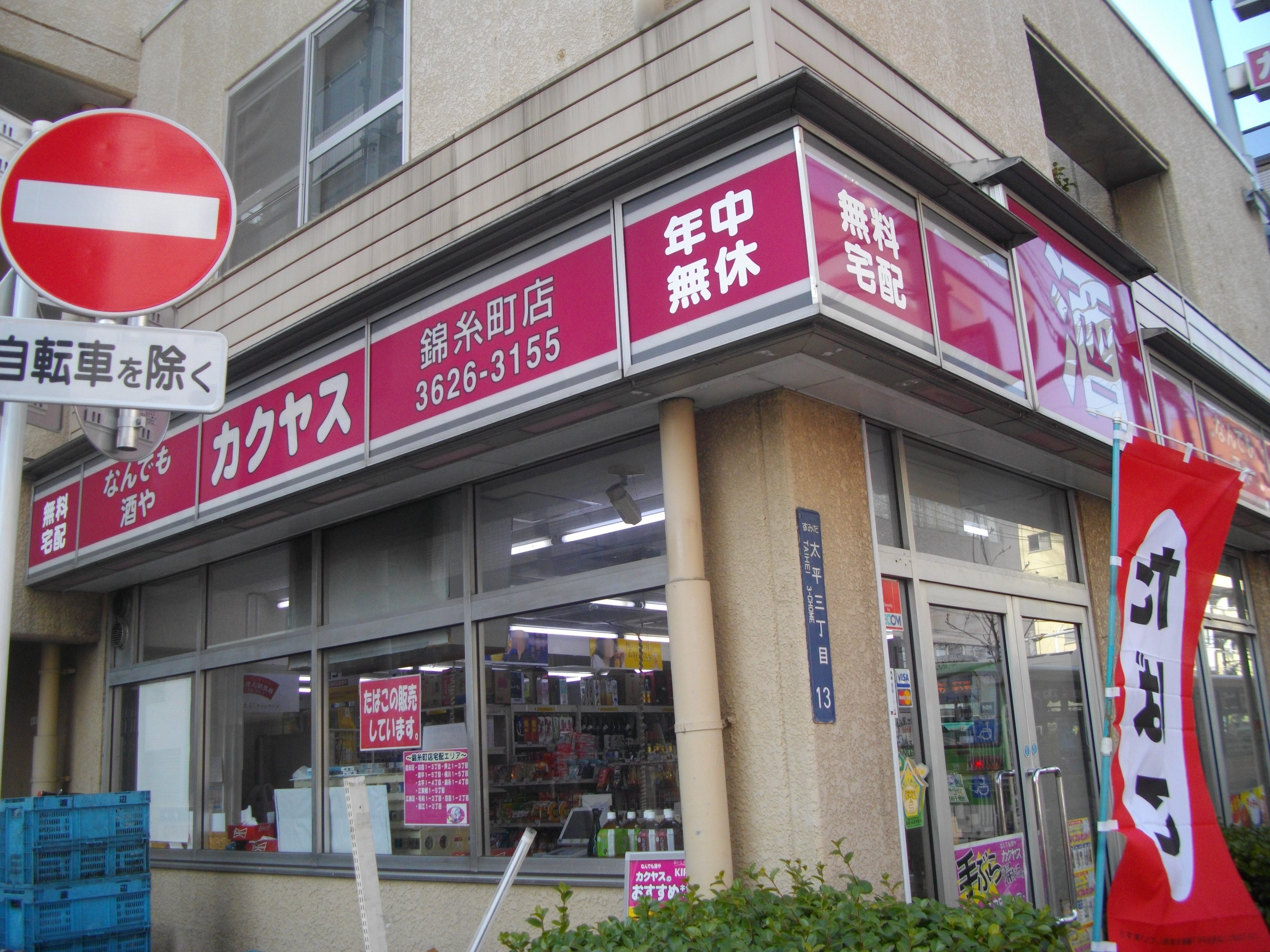
カクヤス錦糸町店（墨田区）。店舗の一例。

株式会社カクヤスは、酒類小売チェーンストアを運営する日本の企業である。本社は東京都北区豊島に置く。店頭販売だけでなく、住宅や飲食店への配送を行うことを特徴とする。
社名は、日本酒を飲む器である「角枡（かくます）」と、創業者である「佐藤安蔵（やすぞう）」に由来する。

## 概要
酒類・食品等の販売を行っており、東京都、神奈川県、大阪府に店舗網を展開している。酒類需要のピークアウト、酒販免許の規制緩和を受けて、3代目社長である佐藤順一が2000年から安売り競争から宅配へと戦略を転換し、成長した。配達範囲を各店から半径1.2kmとしたのは、1.0kmとすると東京都北区にある基幹店から見込み客が多い豊島5丁目団地の一部が圏外となってしまうため。結果的に1.0kmでは必要店舗数が多過ぎ、1.5kmでは移動距離が長くなり過ぎるため適正な範囲設定になったという。
1921年に「カクヤス酒店」として創業後、1982年に株式会社化した。2020年5月には福岡県の業務用酒販店であるサンノー株式会社を子会社化した。同年10月1日には持株会社制へ移行。株式会社カクヤス（初代）は株式会社カクヤスグループへ商号変更され、事業は同日付で新設分割で設立した株式会社カクヤス（2代）が継承した。
2021年6月よりテレビCMを放映開始し、CMキャラクターにはお笑いコンビのバナナマン（設楽統・日村勇紀）を起用している。

## 配達
東京都23区全域。武蔵野市、三鷹市、神奈川県横浜市、川崎市、さいたま市、大阪府等の店舗配達地域では一本から無料配送している。各店舗、ディスカウントストア、専門店からの配達は軽自動車とリアカーが基本とする。センターからは2トントラックが主であり箱車は少ない。最近ではホームページだけではなく、楽天デリバリーでもオンライン注文等では送料無料となっている。

## 沿革
- 1921年11月1日 - 初代佐藤安蔵が北区豊島四丁目で「カクヤス酒店」を創業。
- 1951年1月 - 合資会社に改組。「合資会社カクヤス本店」に改名。
- 1954年11月 - 豊島2丁目に移転。
- 1982年6月 - 株式会社に改組。「株式会社カクヤス本店」となる。
- 1992年6月 - 酒小売店「大安」を開店（現在の王子店・豊島四丁目店）。
- 1998年1月 - 無料宅配サービスを開始。
- 2000年9月 - 「大安」の屋号を「カクヤス」に変更。
- 2002年9月 - 社名を「カクヤス」に変更。
- 2004年6月 - コールセンター子会社として株式会社カクヤスコミュニケーションズを設立。
- 2007年
  - 7月 - カクヤスコミュニケーションズのコールセンター機能をカクヤスに統合。
  - 10月 - 株式会社ミクリードを子会社化（2008年6月にカクヤスに併合）。
- 2010年12月 - 株式会社オフィス・デポ・ジャパンを子会社化。
- 2011年
  - 1月5日 - 阪神酒販株式会社と業務提携。
  - 1月31日 - 株式会社マインマート、大酒販株式会社及びそれらの子会社から酒類小売の事業譲渡を受ける。同時に「マインマート」の商標を引き継ぐ。
- 2016年1月 - 持株会社の株式会社SKYグループホールディングス（旧社名・株式会社カクヤスエステート）の子会社となる[7][注釈 1]。
- 2019年12月 - 東京証券取引所2部上場。
- 2020年
  - 5月 ‐ サンノー株式会社を子会社化[9]。
  - 10月 - 持株会社制へ移行。カクヤス（初代）は株式会社カクヤスグループへ商号変更。事業は新設分割で設立した株式会社カクヤス（2代）が継承。
  - 12月 - 株式会社ダンガミの株式を取得。
- 2021年
  - 2月 - 明和物産株式会社の株式を取得。
  - 5月 - 伊藤忠食品及び三菱食品に対して第三者割当増資を実施[2]。
- 2022年3月 - 子会社であるダンガミとサンノーを合併させ、商号をダンガミ・サンノー株式会社に変更。
- 2025年7月 - 持株会社であるカクヤスグループが、商号を株式会社ひとまいるに変更[10]。

## テレビ番組
- 日経スペシャル カンブリア宮殿 価格勝負の時代は終わった! 〜商売人必見!安さ以上の価値を生む?テクニック（2010年3月8日、テレビ東京）- カクヤス 代表取締役社長 佐藤順一出演[11]。